# Кипр на летних Олимпийских играх 2004
Кипр принимал участие в Летних Олимпийских играх 2004 года в Афинах (Греция), но не завоевал ни одной медали.

## Состав и результаты олимпийской сборной Кипра

### Стрельба
Спортсменов — 1
| Соревнование | Спортсмен         | Квалификация | Квалификация | Финал                | Финал                | Всего | Всего |
| Соревнование | Спортсмен         | Очки         | Место        | Очки                 | Место                | Очки  | Место |
| ------------ | ----------------- | ------------ | ------------ | -------------------- | -------------------- | ----- | ----- |
| Скит         | Георгиос Ахиллеос | 121          | 8            | Завершил выступление | Завершил выступление | 121   | 8     |